# Llista de topònims de Millars
Llista de topònims (noms propis de lloc) de Millars (Rosselló).
Informació actualitzada per un bot. Els canvis manuals es perdran quan s'actualitzi!

## capella
| imatge | Nom                                 | Ubicat a | instància de | Detalls | coordenades                                                               | Protecció | Commons (més fotos)                        | Dades a WD                    |
| ------ | ----------------------------------- | -------- | ------------ | ------- | ------------------------------------------------------------------------- | --------- | ------------------------------------------ | ----------------------------- |
|        | Mare de Déu dels Dolors de Millars  | Millars  | capella      |         | 42° 41′ 34″ N, 2° 41′ 50″ E / 42.692638888889°N,2.6973055555556°E 97 msnm |           | Chapelle Notre-Dame-des-Douleurs de Millas | Modifica les dades a Wikidata |
|        | capella de la Mare de Déu del Remei | Millars  | capella      |         | 42° 42′ 07″ N, 2° 41′ 01″ E / 42.70198°N,2.68358°E                        |           |                                            | Modifica les dades a Wikidata |

## dolmen
| imatge | Nom          | Ubicat a | instància de | Detalls | coordenades                                                     | Protecció | Commons (més fotos) | Dades a WD                    |
| ------ | ------------ | -------- | ------------ | ------- | --------------------------------------------------------------- | --------- | ------------------- | ----------------------------- |
|        | Pedra Llarga | Millars  | dolmen       |         | 42° 43′ 29″ N, 2° 40′ 20″ E / 42.724694°N,2.672222°E 279.6 msnm |           |                     | Modifica les dades a Wikidata |
|        | l'Arca       | Millars  | dolmen       |         | 42° 42′ 42″ N, 2° 39′ 49″ E / 42.711694°N,2.663639°E 206.9 msnm |           |                     | Modifica les dades a Wikidata |

## edifici
| imatge | Nom                         | Ubicat a        | instància de | Detalls | coordenades                                                         | Protecció | Commons (més fotos) | Dades a WD                    |
| ------ | --------------------------- | --------------- | ------------ | ------- | ------------------------------------------------------------------- | --------- | ------------------- | ----------------------------- |
|        | Castell de Força Real       | Millars Montner | edifici      |         | 42° 43′ 37″ N, 2° 40′ 34″ E / 42.72704167°N,2.67610833°E 507 msnm   |           |                     | Modifica les dades a Wikidata |
|        | Sant Martí de la Riba       | Millars         | edifici      |         | 42° 42′ 07″ N, 2° 41′ 01″ E / 42.70197222°N,2.68355556°E 110.3 msnm |           |                     | Modifica les dades a Wikidata |
|        | Vila fortificada de Millars | Millars         | edifici      |         | 42° 41′ 31″ N, 2° 41′ 44″ E / 42.691988°N,2.695483°E 100.7 msnm     |           |                     | Modifica les dades a Wikidata |

## església
| imatge | Nom                          | Ubicat a        | instància de          | Detalls                      | coordenades                                                                | Protecció                     | Commons (més fotos)               | Dades a WD                    |
| ------ | ---------------------------- | --------------- | --------------------- | ---------------------------- | -------------------------------------------------------------------------- | ----------------------------- | --------------------------------- | ----------------------------- |
|        | Nostra Senyora de Força Real | Montner Millars | església              |                              | 42° 43′ 39″ N, 2° 41′ 50″ E / 42.727433333333°N,2.6972027777778°E 500 msnm |                               | Ermitage Notre-Dame de Força Réal | Modifica les dades a Wikidata |
|        | Santa Eulàlia de Millars     | Millars         | església Ús: església | Estil: arquitectura romànica | 42° 41′ 31″ N, 2° 41′ 48″ E / 42.692°N,2.69657°E fr:La Ville 100 msnm      | monument històric inventariat | Église Sainte-Eulalie (Millas)    | Modifica les dades a Wikidata |

## riu
| imatge | Nom   | Ubicat a           | instància de | Detalls                                                   | coordenades | Protecció | Commons (més fotos) | Dades a WD                    |
| ------ | ----- | ------------------ | ------------ | --------------------------------------------------------- | --- | --------- | ------------------- | ----------------------------- |
|        | Bulès | Rosselló           | riu          | Desemboca: Tet Llarg: 34.67km                             | 42° 30′ 35″ N, 2° 34′ 35″ E / 42.50975°N,2.57631°E 42° 41′ 36″ N, 2° 42′ 44″ E / 42.6934°N,2.71234°E 1308.7 88 msnm |           | Boulès              | Modifica les dades a Wikidata |
|        | Tet   | Pirineus Orientals | riu          | Desemboca: mar Mediterrània Llarg: 115.8km Conca: 1369km² | 42° 42′ 48″ N, 3° 02′ 23″ E / 42.713333333333°N,3.0397222222222°E                                                   |           | Têt                 | Modifica les dades a Wikidata |

## Misc
| imatge | Nom                                 | Ubicat a                              | instància de                          | Detalls | coordenades                                                                                                 | Protecció                     | Commons (més fotos) | Dades a WD                    |
| ------ | ----------------------------------- | ------------------------------------- | ------------------------------------- | ------- | --- | ----------------------------- | ------------------- | ----------------------------- |
|        | Bosc Comunal de Millars             | Millars                               | bosc comunal                          |         | 42° 43′ 29″ N, 2° 41′ 25″ E / 42.72472222°N,2.69027778°E                                                    |                               |                     | Modifica les dades a Wikidata |
|        | Castell de Millars                  | Millars                               | castell                               |         | 42° 41′ 31″ N, 2° 41′ 46″ E / 42.692°N,2.69602778°E 100.5 msnm                                              |                               |                     | Modifica les dades a Wikidata |
|        | Coll del Bou                        | Millars Montner                       | port de muntanya                      |         | 42° 43′ 40″ N, 2° 40′ 59″ E / 42.72775°N,2.683°E                                                            |                               |                     | Modifica les dades a Wikidata |
|        | Estació de Millars                  | Millars                               | estació de ferrocarril                |         | 42° 41′ 20″ N, 2° 41′ 36″ E / 42.689002°N,2.693307°E 104 msnm                                               |                               | Gare de Millas      | Modifica les dades a Wikidata |
|        | Mont Ner                            | Millars Cornellà de la Ribera Montner | muntanya                              |         | 42° 43′ 37″ N, 2° 42′ 01″ E / 42.7269198717°N,2.70022626173°E 507 msnm                                      |                               | Força Réal          | Modifica les dades a Wikidata |
|        | antena de Força Real                | Millars                               | antena                                |         | 42° 43′ 38″ N, 2° 42′ 01″ E / 42.727222222222224°N,2.700277777777778°E 507 msnm                             |                               | Força Réal          | Modifica les dades a Wikidata |
|        | casa al carrer Rouget de l'Isle, 27 | Millars                               | casa                                  |         | 42° 41′ 34″ N, 2° 41′ 42″ E / 42.6929°N,2.695°E fr:27 rue Rouget de l'Isle                                  | monument històric inventariat |                     | Modifica les dades a Wikidata |
|        | casa de la vila de Millars          | Millars                               | instal·lació Ús: seu del govern local |         | 42° 41′ 33″ N, 2° 41′ 46″ E / 42.6923759349101°N,2.69600176550856°E fr:PL DE L'HOTEL DE VILLE, 66170 MILLAS |                               |                     | Modifica les dades a Wikidata |
|        | plaça de toros de Millars           | Millars                               | instal·lació esportiva plaça de toros |         | 42° 41′ 35″ N, 2° 41′ 54″ E / 42.6931°N,2.69847°E fr:RUE JEAN BOURRAT 66170 Millas                          |                               |                     | Modifica les dades a Wikidata |